# Penning (familie)
Penning is een Nederlandse familienaam. In dit artikel wordt de bekende patriciersfamilie Penning uit Schiedam behandeld. De stamvader is Willem Pieterszoon Penning († na 1584). Een tak van deze familie heet Penning Nieuwland.

## Bekende leden
Tot deze familie behoorden in chronologische volgorde onder meer:
- Isaac Maarten Penning (Delft, 17 augustus 1751 – Schiedam, 10 augustus 1815). Hij was notaris te Schiedam, van 1795 tot 1805 regent te Oudemanhuis, baljuw van Zouteveen, rentmeester der stadsheerlijkheden in het Overmaase, mouter en brander. Hij trouwde eerst in 1776 met Johanna Cornelia Nieuwland (1752-1782) en de tweede keer te Schiedam op 8 januari 1783 met Anna Petronella Pigeaud (1760-1814). Uit het eerste huwelijk stamt de familietak Penning Nieuwland;
- Isaac Penning Nieuwland (Schiedam, 30 januari 1795 – Arnhem, 31 mei 1857), kleinzoon van de vorige. Hij was generaal-majoor der artillerie, chef van de generale staf van het OIL, ridder in de Orde van de Nederlandse Leeuw en commandeur in de Luxemburgse Orde van de Eikenkroon. Hij trouwde op 27 augustus 1820 te Batavia met Anna Margaretha Frederika Rendorff (1793-1872) en samen hadden ze tien kinderen.[2] Zijn dochters waren onder andere:
  - Christine Louise Penning Nieuwland (Grave, 3 augustus 1819 – Batavia, 27 april 1854) trouwde met Jacob Carel Frederik van Heerdt (1817-1880);
  - Johanna Wilhelmina Penning Nieuwland (Soerabaja, 19 augustus 1828 – Den Haag, 4 februari 1908) trouwde met jonkheer Frans Willem Rudolf Flugi van Aspermont (1823-1889);
  - Jeanne Louise Auguste Penning Nieuwland (Batavia, 30 mei 1834 – aldaar, 11 juni 1896) trouwde met jonkheer meester in de rechten Adriaan Johan Willem Cornets de Groot (1823-1893);
- Willem Levinus Penning (Schiedam, 10 november 1840 – Rijswijk, 29 februari 1924). Hij was schrijver en dichter. Hij trouwde op 3 december 1879 te Schiedam met Emilie Caroline Constantine Penning Nieuwland (1841-1906) en samen hadden ze één doodgeboren zoon (22 april 1880 te Schiedam).[3]